# Abasgia
 (mars 2024).
Ier siècle – Xe siècle
Avasgia (Abasgia; grec ancien : Ἀβασγία) est une région située sur le territoire de l'Abkhazie, sur la côte de la Mer Noire, approximativement entre les rivières Gumista et Bzyb. 
La capitale était en Anacopia. Au VIIIe siècle, le territoire de l'état a atteint de la ville de Sotchi à la Forteresse d'Apsaros

## Histoire
Avant notre ère, l'Empire romain a divisé le territoire des hénioques en trois États contrôlés par lui: Abasgia, Sanigia, Absilia. Au deuxième siècle, Abasgia tomba sous l'influence de l'Empire romain et l'empereur romain nomma ses dirigeants.
Abasgi rejoint les guerriers Sassanides-romains dans l'espoir de se débarrasser du pouvoir de Byzance. Ainsi, en 550, Abasgi a été entraîné dans une rébellion contre Byzance. Le résultat de l'insurrection a été la division d'abasga en deux parties — l'est, dont le dirigeant est devenu Skeparn, et l'Ouest, dont le dirigeant est devenu Opsit. Skeparn reçut bientôt le soutien de la cour Sassanide et Opsit se prépara à se défendre contre les troupes byzantines commandées par Guillaume et Jean l'arménien. L'année suivante, les byzantins rétablirent par la force leur autorité en Abasgie. Mais déjà au VIIe siècle, les abasgi, avec l'aide du Khazar khaganat, se sont complètement libérés de l'influence de Byzance et ont déclaré leur indépendance.